# 梨郷村
梨郷村（りんごうむら）は山形県東置賜郡にあった村。現在の南陽市南西端、山形鉄道フラワー長井線梨郷駅周辺にあたる。

## 地理
- 山：経塚山、竜樹山、酒松山、若松山
- 河川：最上川

## 歴史
- 1889年（明治22年）4月1日 - 町村制の施行により、竹原村、砂塚村、和田村、梨郷村の区域をもって発足。
- 1955年（昭和30年）4月1日 - 沖郷村と合併して和郷村が発足。同日梨郷村廃止。

## 交通

### 鉄道路線
- 日本国有鉄道
  - 長井線（現・山形鉄道フラワー長井線）
    - 梨郷駅

### 道路
- 小国街道（二級国道 国道113号 新潟山形線 → 現・一般国道 国道113号）